# Liste der Nummer-eins-Hits in den Hot 100 Airplay (1998)
Diese Liste enthält alle Nummer-eins-Hits in den Hot 100 Airplay Charts im Jahr 1998. Es handelt sich hierbei um die Charts mit den von den Radiostationen in den USA am häufigsten gespielten Musiktiteln, die vom US-amerikanischen Magazin Billboard veröffentlicht wurden. In diesem Jahr gab es acht Spitzenreiter.
| Singles |
| --- |
| - Chumbawamba – Tubthumping - 9 Wochen (29. November 1997 – 30. Januar 1998) - Céline Dion – My Heart Will Go On - 10 Wochen (31. Januar – 10. April) - Savage Garden – Truly Madly Deeply - 5 Wochen (11. April – 15. Mai) - Natalie Imbruglia – Torn - 11 Wochen (16. Mai – 31. Juli) - Goo Goo Dolls – Iris - 9 Wochen (1. August – 2. Oktober, insgesamt 18 Wochen) - Aerosmith – I don’t Miss a Thing - 1 Woche (3. Oktober – 9. Oktober) - Goo Goo Dolls – Iris - 9 Wochen (10. Oktober – 11. Dezember, insgesamt 18 Wochen) - Shawn Mullins – Lullaby - 2 Wochen (12. Dezember – 25. Dezember) - Brandy – Have You Ever? - 9 Wochen (26. Dezember 1998 – 26. Februar 1999) |